# Colección de muestras para la investigación de Marte

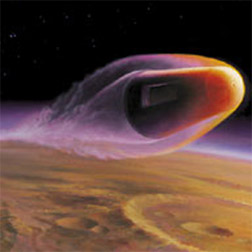
Visión artística de SCIM atravesando la atmósfera marciana.

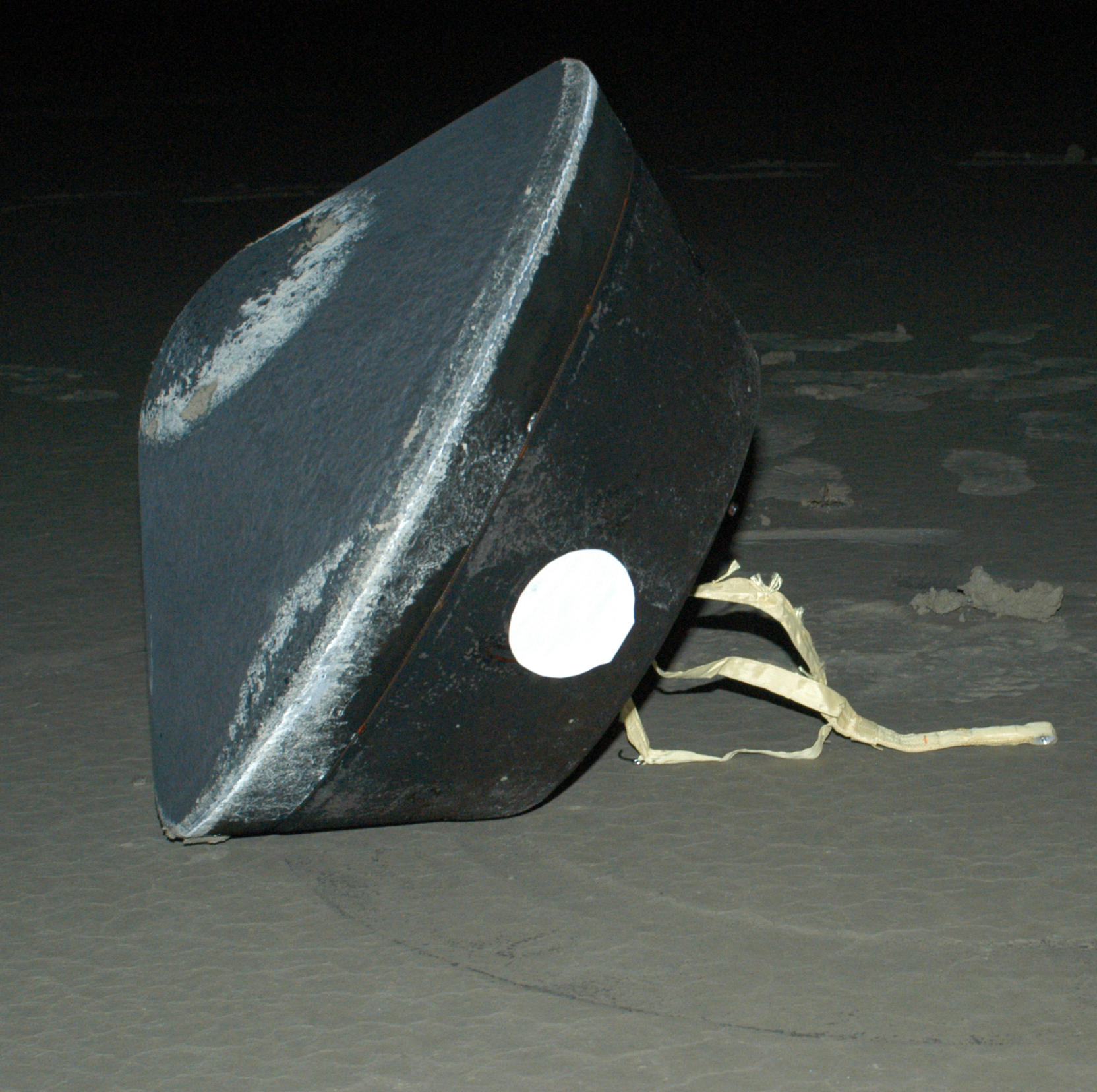
La cápsula de aterrizaje de Stardust después de una entrada exitosa y aterrizaje en tierra en 2006.

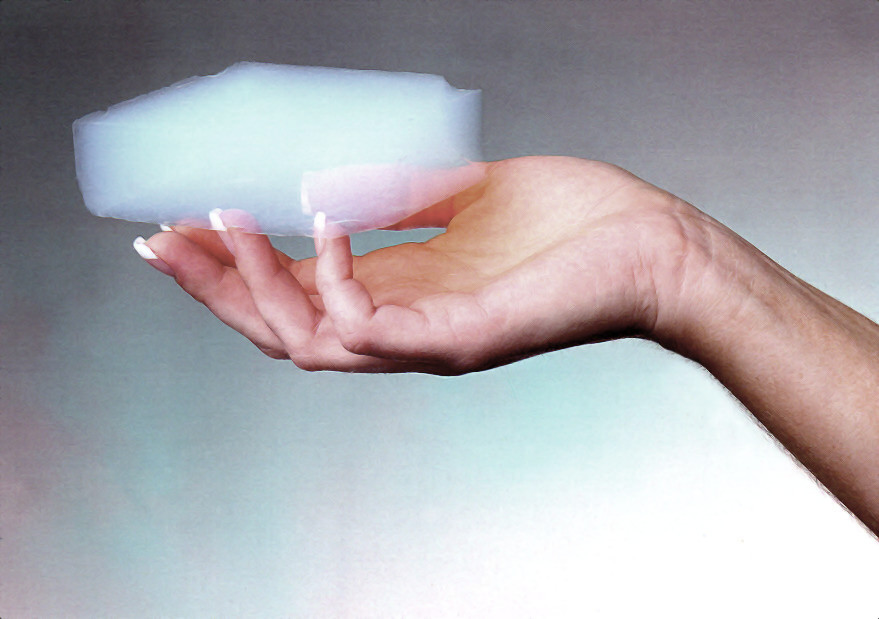
Un bloque de aerogel en una mano humana

La colección de muestras para la investigación  de Marte (Sample Collection for Investigation of Mars (SCIM) en inglés) fue una misión proyectada cuyo fin era volver a la Tierra con muestras de aire y polvo de Marte. Fue semifinalista en el Programa Scout de Marte junto con otras cuatro misiones, en diciembre de 2002. La misión SCIM estaría diseñada de forma que recogería muestras desde la atmósfera de Marte sin descender a la superficie. Recogería las muestras con un aerogel y las llevaría a la Tierra.
El éxito de la misión Stardust del programa Discovery animó a los científicos a realizar futuras misiones de tomas de muestra, y en particular el desarrollo del proyecto SCIM. La misión Stardust se parece a esta otra en que devolvió material extraterrestre a la Tierra con una nave espacial robótica no tripulada.

## Propuesta de financiación privada
En el año 2014, la institución BoldlyGo declaró su intención de recaudar fondos para llevar a cabo esta misión en privado.  Afirmaron que muchas misiones espaciales no se están llevando a cabo debido a la falta de fondos, no porque haya problemas con los proyectos.